# Corynoptera microsetosa
Corynoptera microsetosa är en tvåvingeart som beskrevs av Werner Mohrig 1999. Corynoptera microsetosa ingår i släktet Corynoptera och familjen sorgmyggor. Inga underarter finns listade i Catalogue of Life.